# كايل ألكورن
كايل ألكورن (بالإنجليزية: Kyle Alcorn)‏ هو منافس ألعاب قوى أمريكي، ولد في 18 مارس 1985 في فريسنو في الولايات المتحدة.

## وصلات خارجية
- كايل ألكورن على موقع الاتحاد الدولي لألعاب القوى (الإنجليزية)
- كايل ألكورن على موقع الاتحاد الأمريكي لسباقات المضمار والميدان (الإنجليزية)
- كايل ألكورن على موقع الدوري الماسي (الإنجليزية)
- كايل ألكورن على موقع اللجنة الأولمبية الدولية (الإنجليزية)
- كايل ألكورن على موقع أوليمبيديا (الإنجليزية)
- كايل ألكورن على موقع اللجنة الأولمبية والبارالمبية الأمريكية (الإنجليزية)